# 朽木元綱
朽木 元綱（くつき もとつな）は、戦国時代から江戸時代前期にかけて、朽木谷を支配した土豪、寄合旗本。関ヶ原の寝返りで有名。父は朽木晴綱、母は飛鳥井雅綱の娘。子に宣綱、友綱、稙綱、娘（堀直政室）。

## 生涯
天文19年（1550年）に父・晴綱が戦死したため、わずか2歳で家督を継承した。天文22年（1553年）より三好長慶に京都を追われた13代将軍・足利義輝を父に引き続き朽木谷に匿った。永禄9年（1566年）の浅井長政による近江国高島郡侵攻に際しては人質を差し出し、永禄11年（1568年）12月には浅井久政・長政父子と起請文を交わしたが、まもなくこれを破棄している。
元亀元年（1570年）の朝倉攻めにおいては松永久秀の説得を受けて織田信長の京都撤退（朽木越え）を助け、後に信長に仕え信長麾下として磯野員昌、その追放後は津田信澄に配されているが、天正7年（1579年）には代官を罷免されているので、信長からは評価されていなかったようである。信長の死後は豊臣秀吉に仕え、伊勢安濃郡・高島郡内の蔵入地の代官に任ぜられ、小田原征伐にも参加、文禄4年（1595年）に秀吉から高島郡9,203石2斗を安堵されている。
天正18年（1590年）、秀吉より豊臣姓を下賜された。
慶長5年（1600年）の関ヶ原の戦いでは、当初は大谷吉継に従って西軍に属したものの、小早川秀秋に呼応して脇坂安治や小川祐忠、赤座直保らと共に東軍に寝返った。なお「小早川秀秋と異なり事前に内通の意思を示していなかったので、戦後2万石から9,550石に減封された」という説があるが、没収されたのは元綱が代官を務めた蔵入地（豊臣政権の直轄領）で元綱の所領は安堵されたという説や、そもそも元綱は関ヶ原の戦いには参戦していなかったのではないかとする指摘もある。
元和2年（1616年）に剃髪し、牧斎と号した。寛永9年（1632年）、朽木谷において死去。享年84。
死後、遺領は3人の息子に分割されたために、朽木宗家は6,300余石となった。後に末子の稙綱が江戸幕府3代将軍・徳川家光の信頼を受けて大名として取り立てられたために、嫡流よりも庶流のほうが所領が上回るという現象が起きている。

## 関連作品
- イスラーフィール『淡海乃海 水面が揺れる時』 - 朽木元綱（作中では基綱）として現代人である主人公が転生する。逆行転生小説。